# Френсіс Арсентьєв
Френсіс Арсентьєв (18 січня 1958 — 24 травня 1998) стала першою жінкою зі Сполучених Штатів, яка 22 травня 1998 року досягла вершини гори Еверест без допомоги кисневих балонів. Під час спуску з гори вона загинула.

## Альпінізм
У 1992 році Френсіс вийшла заміж за російського альпініста Сергія Арсентьєва, з яким познайомилася у 1991 на Чо-Ойю. Разом вони піднялися на багато вершин, включаючи перше сходження на безіменний тоді пік висотою 5800 м, якому вони дали назву «Пік Доброї волі», а також на Деналі через Західну Башту. Арсентьєв стала першою американкою, яка спустилася на лижах з Ельбрусу, підкоривши його східну та західну вершини. До цього часу вона захотіла стати також першою американкою, яка підкорить Еверест без використання додаткового кисню.

## Еверест

### Перші спроби
У травні 1998 року Френсіс та Сергій Арсентьєви прибули до Базового табору. 17 травня вони піднялися на Північне сідло, а наступного дня досягли 7700 метрів. 19 травня вони піднялися на висоту 8203 метри до Табору 6. Сергій повідомив по радіо, що вони в хорошій формі та збираються почати підйом 20 травня о 1:00. 20 травня, провівши ніч у Таборі 4, вони почали спробу піднятися на вершину, але розвернулися на Першій сходинці через відмову ліхтарів. 21 травня вони піднялися лише на 50-100 метрів і знову повернулися до Табору 6.

### Сходження на вершину та спуск
Після цих двох невдалих спроб піднятися на вершину вони знову спробували здійснити сходження 22 травня. Провівши стільки часу на великій висоті в умовах недостатності кисню, вони рухалися дуже повільно та піднялися на вершину під вечір. У результаті вони були змушені провести ще одну ніч на висоті 8000 метрів. Протягом спуску вони загубили одне одного. Наступного ранку Сергій спустився до табору, але побачив, що його дружина ще не прибула. Зрозумівши, що вона лишається на небезпечній висоті, він вирушив шукати її, взявши з собою кисневий балон і ліки.
Вранці 23 травня Френсіс Арсентьєв знайшли альпіністи з Узбекистану, які долали останні кілька сотень метрів до вершини. Френсіс виглядала напівпритомною через брак кисню та обмороження. Оскільки вона не могла рухатися самостійно, узбецькі альпіністи дали їй кисню, поставивши подачу на максимум, і продовжили сходження. На зворотній дорозі вони виявили Френсіс на тому ж місці, де її залишили, і спробували нести її вниз, але знесилилися настільки, що не могли продовжувати її евакуацію. Узбеки залишили її та, спускаючись до табору, зустріли Сергія Арсентьєва, що підіймався нагору, і повідомили йому, де вона знаходиться. Це був останній раз, коли його бачили живим. За непідтвердженими даними, узбеки в таборі намагалися умовити шерпів допомогти евакуювати Френсіс, пропонуючи за це гроші, але ніхто не погодився.

### Смерть
Вранці 24 травня британець Ієн Вудолл, південноафриканка Кеті О'Дауд і кілька узбеків зустріли Френсіс Арсентьєв по дорозі на вершину. Її знайшли там, де залишили напередодні ввечері. Поруч виявили кригоруб і мотузку Сергія Арсентьєва, але його самого ніде не було. Вудолл і О'Дауд відмовилися від спроби піднятися на вершину та більше години намагалися врятувати Френсіс, але через її поганий стан, небезпечне розташування та морозну погоду вони були змушені покинути її та спуститися до табору. За їх словами, Френсіс благала не залишати її. Наступного разу її знайшли вже мертвою того ж дня. Її труп протягом рівно дев'яти років, до 23 травня 2007 року, лишався на місці загибелі та отримав прізвисько «Спляча красуня».
Загадкове зникнення її чоловіка було розкрито наступного року, коли Джейк Нортон, учасник експедиції «Меллорі та Ірвайн», виявив труп Сергія нижче на схилі гори. Судячи з усього, альпініст загинув унаслідок падіння.

### «Дао Евересту»
У 2007 році Ієн Вудолл ініціював та очолив експедицію «Дао Евересту»(«The Tao of Everest»), яка мала за мету поховати тіла Френсіс Арсентьєв та неідентифікованого альпініста, відомого як «Зелені Черевики», обидва з яких лежали на виду на багатолюдному маршруті. 23 травня 2007 року Вудолл зміг знайти тіло Арсентьєв і, завернувши його у прапор США, скинув труп у прірву, таким чином прибравши з поля зору. Прибрати «Зелені Черевики» тоді не вдалося через небезпечну погоду. Цей труп перенесла у менш помітне місце китайська команда в 2014 році.